# Liste der Baudenkmäler in Tschirn
Auf dieser Seite sind die Baudenkmäler in der oberfränkischen Gemeinde Tschirn zusammengestellt. Diese Tabelle ist eine Teilliste der Liste der Baudenkmäler in Bayern. Grundlage ist die Bayerische Denkmalliste, die auf Basis des Bayerischen Denkmalschutzgesetzes vom 1. Oktober 1973 erstmals erstellt wurde und seither durch das Bayerische Landesamt für Denkmalpflege geführt wird. Die folgenden Angaben ersetzen nicht die rechtsverbindliche Auskunft der Denkmalschutzbehörde.

Diese Liste gibt den Fortschreibungsstand vom 6. Mai 2024 wieder und enthält sieben Baudenkmäler.

## Baudenkmäler nach Gemeindeteilen

### Tschirn
| Lage | Objekt                                                                              | Beschreibung | Akten-Nr.                        | Bild                 |
| --- | ----------------------------------------------------------------------------------- | --- | -------------------------------- | -------------------- |
| Bergweg 11 (Standort)                                                                                          | Wohnstallhaus                                                                       | Erdgeschossiger Satteldachbau, verschiefert, Mitte 19. Jahrhundert | D-4-76-182-4 Wikidata            | Wohnstallhaus        |
| Vor Eckstraße 15 (Standort)                                                                                    | Statue heiliger Johannes Nepomuk                                                    | Sandstein, 1774 Die Nepomuk-Statue ruht auf einem gesimsten Sockel, dessen seitliche Felder ornamentiert sind. Die Anordnung der Ornamente gleicht denen der Pietà nordwestlich der Pfarrkirche St. Jakob; vermutlich wurden beide Sockel vom selben Bildhauer geschaffen. Die Stirnseite trägt die bereits sehr stark verwitterte Inschrift „Johann Hader schmittmeister von Tschirn und die sämhdliche Gutt thäter haben zu Ehre Gottes und des He Johann von Nepomuc diese bildnus setzen lasse Ano 1774“. Der Heilige selbst ist mit dem Kruzifix und einem Palmwedel als Märtyrerattribut dargestellt und war einst wohl bemalt. Die Statue steht neben einer Grünfläche, bei der es sich um den 1975 zugeschütteten Dorfweiher handelt.:101 | D-4-76-182-2 Wikidata            | weitere Bilder       |
| Lehestener Straße 33 (Standort)                                                                                | Katholische Pfarrkirche St. Jakobus                                                 | Saalbau aus Sandsteinquadern mit eingezogenem Chor und Satteldach, umlaufend mit Streben besetzt, Fassadenturm mit Spitzhelm, Sakristeianbau, Westseite verschiefert, neugotisch, 1869/1870; mit Ausstattung | D-4-76-182-1 Wikidata            | weitere Bilder       |
| Lehestener Straße 36 (Standort)                                                                                | Ehemaliges Schulhaus                                                                | Zweigeschossiger, traufständiger Walmdachbau aus Sandsteinquadern, Obergeschoss verschiefert, 1873 | D-4-76-182-5 Wikidata            | Ehemaliges Schulhaus |
| Reichenbacher Weg, etwa 80 m westnordwestlich der Kirche (Standort)                                            | Pietà                                                                               | Sandstein, um 1774 Die Pietà ruht auf einem Sandsteinsockel mit überkragendem Abschluss. Das Feld an der Stirnseite trägt die Inschrift „Ach Lass Mich dich genug beweinen O Maria hör meine Bitt teil ach teil mit mir die beynen lass mich Lieben, Leiden mit“, die drei anderen Felder sind mit Ornamenten verziert. Die sitzende Muttergottes und der auf ihrem Schoß liegende Leichnam Christi waren einst bemalt.:101 | D-4-76-182-3 Wikidata            | Pietà                |
| Tschirner Ködel; Tschirner Ködelgrund; Distrikt Mäusbeutel; Der Ködelwiesenweg; Pabstenschneidmühle ()         | Typischer Floßbachabschnitt mit sehr seltener Schrotverbauung aus den 1930er Jahren | | D-4-76-159-23 Wikidata           | weitere Bilder       |
| Tschirner Ködel; Tschirner Ködelgrund; Distrikt Mäusbeutel; Der Ködelwiesenweg; Pabstenschneidmühle (Standort) | Ruine der Pabstenschneidmühle                                                       | | D-4-76-159-23 zugehörig Wikidata | weitere Bilder       |

### Dobermühle
| Lage | Objekt                                                               | Beschreibung | Akten-Nr.                       | Bild           |
| --- | -------------------------------------------------------------------- | --- | ------------------------------- | -------------- |
| Dober; Die Dober; Dobergrund; Dobermühle 1; Distrikt Reichenbacher Wald; Doberbach; Gemeindeholz; Heidäcker; Links am Tschirner Weg; Doberleite () | Typischer Floßbachabschnitt mit Floßteich mit Steinschleuse von 1934 | Gut erhaltene seltene Schrotverbauungen aus den 1930er Jahren und seltene Querverbauungen in Form von „Stangenrutschen“ | D-4-76-182-6 Wikidata           | weitere Bilder |
| Dobermühle 1 (Standort) | Dobermühle                                                           | Gebäude vermutlich um 1600                                                                                              | D-4-76-182-6 zugehörig Wikidata | Dobermühle     |